# Croda Granda
La Croda Granda (2.849 m s.l.m.) è una montagna appartenente alle Pale di San Martino nelle Dolomiti.

## Caratteristiche
È la cima d'unione fra la catena della Val Canali (sottogruppo della Val Canali), il gruppo di Marmor e la catena del Monte Agner (sottogruppo dell'Agner) e costituisce il punto culminante dell'omonimo piccolo sottogruppo.
La Croda Granda sorge in una posizione isolata e difficile da raggiungere in quanto è circondata da grandi bastioni e ripidi canaloni su tutti i lati. È servita unicamente dal piccolo Bivacco Renato Reali, raggiungibile solo per lunghi ed escursionisticamente impegnativi itinerari.
La Croda Granda presenta due pareti principali ed un'orografia molto complessa con diverse elevazioni: verso nord precipita nella Val d'Angheràz con una parete alta 1000 metri, remota e selvaggia, verso sud e ovest si alza con una piccola bastionata dall'altopiano dei Foch ove sorge il bivacco; le cime sono la ovest (2847 m), la nord (2818 m) e la sud (2835 m).
La Croda Granda confina con le vicine Cime di Marmor tramite la Forcella Sprit, poco a nord della quale sorge il piccolo altopiano dei Foch e la Forcella di Marmor.

## Alpinismo
La storia alpinistica della Croda Granda è abbastanza recente, ed è da sempre una montagna poco frequentata.
La prima ascensione risale al 1873 da parte di Gustav Euringer con Tommaso da Col e Antonio Dimai per quella che oggi è la via comune, ripetuta in inverno da Franceschini ed Ellen Leisz nel 1949.
Nel 1919 i fratelli Zacchi superano la cresta nord-nord-est.
La successiva apertura sulle pareti della Croda avviene nel 1925 quando Mario Vazzoler, Emilio del Giudice e Rosa Magni salgono la lunghissima cresta est, successivamente nel 1930 Attilio Tissi e Giovanni Andrich esplorano la parete nord attraverso il canalone che scende da forcella della Bèta.
È solo a partire dagli anni settanta che si risveglia l'interesse per le pareti della Croda Granda con l'apertura di itinerari impegnativi: tra il 1970 e il 1974 viene esplorata e percorsa da più itinerari la parete sud-ovest, sopra l'attuale bivacco Reali, poi Roberto Priolo, Nereo Zeper, Gianni Buzzi e Franco Celli superano la parete nord-ovest con un itinerario molto impegnativo nel 1975.
Negli anni successivi vengono sistematicamente esplorati tutti i settori della Croda e vi si avvicendano Paolo Mosca, Marino Babudri, Ivo Ferrari, Ilio de Biasio e Lorenzo Massarotto che apre una difficilissima via sulla parete nord-ovest.

## Itinerari
La Croda Granda viene visitata di rado e soprattutto tramite la via normale che sale il versante sud per l'alta forcella del Passo delle Miniere (passaggi di I); vi si accede normalmente dal bivacco Reali che è raggiungibile tramite la Ferrata delle Fiamme Gialle che sale a Forcella del Marmor (ore 4,00 dal Rifugio Treviso). È altresì possibile effettuare la traversata delle Cime dei Vani Alti per l'omonimo percorso alpinistico che presenta difficoltà di I e II, terreno ripido ed una lunghezza non indifferente di circa 5 ore dal Bivacco Menegazzi.
Le vie alpinistiche alle pareti nord-ovest ed est della Croda Granda sono poco conosciute e richiedono grande esperienza e resistenza, maggior fortuna hanno quelle che si trovano sopra il bivacco sulla parete sud-ovest.
Si può salire direttamente alla Cima anche dai pascoli di Casera Camp  percorrendo direttamente la cresta SE per  via alpinistica (Vazzoler/Magni/Del Giudice).